# Petronio
Publio Petronio Nigro o Cayo Petronio Árbitro (en latín: Publius Petronius Niger, o, según algunos, Gaius Petronius Arbiter), nacido en algún momento entre los años 14 y 27 en  Massalia (actual Marsella) y fallecido ca. del año 65 y 66 en Cumas, fue un escritor y político romano, que vivió durante el reinado del emperador Nerón. Es el autor de El Satiricón.
Existe una breve biografía sobre este autor en los Anales del historiador  Tácito, y otras hipótesis menores sobre su identidad. El propio Tácito, Plutarco y Plinio el Viejo describieron a Petronio como elegantiae arbiter  (también expresado arbiter elegantiarum), "árbitro de la elegancia" en la corte de Nerón.

## Biografía
El historiador romano Tácito se refería a él como arbiter elegantiae («árbitro de la elegancia»). Su sentido de la elegancia y el lujo convirtieron a Petronio en organizador de muchos de los espectáculos que acontecían en la corte de Nerón. Petronio fue también procónsul de Bitinia, y más tarde cónsul. Tácito lo describe como un personaje "voluptuoso, lleno de refinamiento e imprudencia", cercano al pensamiento epicúreo. 
Su influencia sobre Nerón infundió celos en el prefecto del pretorio Cayo Ofonio Tigelino, otro de los favoritos del emperador, pues lanzó contra él acusaciones falsas. Participó en una conjura encabezada por Pisón. Nerón, avisado, le ordenó permanecer en Cumas. El escritor decidió quitarse la vida: se dejó desangrar hasta morir. Sin embargo se desquitó enviando antes al emperador un escrito en el que pormenorizaba todos los vicios del tirano y condenaba su mal gusto y sus pretensiones infundadas de alcanzar la gloria con la poesía.

## Obra
A Petronio se le atribuye ser el autor de una notable obra de ficción, una novela satírica en prosa y verso titulada El Satiricón, (ca. 60), de la cual se conservan algunos fragmentos. Narra las aventuras de dos libertinos: Encolpio y Ascilto, e incluye algunos cuentos milesios sexualmente explícitos.
El estilo poético de Petronio es muy manierista, parecido al de Ovidio. El Satyricon es el primer ejemplo de novela picaresca en la literatura europea. A esta obra se le puede considerar modelo de novelas posteriores. Aporta una descripción única, a menudo enormemente desinhibida, de la vida en el siglo I d. C.
A pesar de que su narrador se expresa en el mejor latín de la época, la obra es especialmente valiosa por los coloquialismos en los parlamentos de muchos personajes, que ofrecen un interesante objeto de estudio acerca del latín vulgar de la época. El episodio más famoso es el Banquete de Trimalción, una descripción sumamente realista de un banquete ofrecido por un nuevo rico y ostentoso liberto.

## Influencia posterior
El Satiricón sirvió de inspiración para la película homónima, en 1969, del cineasta italiano Federico Fellini.
Petronio ha sido personaje de varias novelas, entre las cuales destaca Quo Vadis?, del escritor polaco Henryk Sienkiewicz; esta novela fue adaptada varias veces al cine y a la televisión, destacando la versión de 1951, donde el personaje de Petronio fue interpretado por el actor británico Leo Genn, que ganó una nominación al Óscar. También aparece retratado por Marcel Schwob en sus Vidas imaginarias.
La banda noruega de black metal Satyricon, formada en 1990, toma su nombre de esta obra de Petronio.